# Arçon (Gers)
Der Arçon ist ein Fluss in Frankreich, der im Département Gers in der Region Okzitanien verläuft. Er entspringt an der Gemeindegrenze von Auterive und Haulies, entwässert generell Richtung Nordnordost und mündet nach rund 18 Kilometer im Gemeindegebiet von Preignan als rechter Nebenfluss in den Gers. Auf seinem Weg umfließt er im Osten das Ballungszentrum von Auch.

## Orte am Fluss
(Reihenfolge in Fließrichtung)
- Pessan
- Montégut
- Preignan